# 阿漢奧武奇 (亞利桑那州)
阿漢奧武奇（英語：Ahan Owuch）是位於美國亞利桑那州皮馬縣的一個非建制地區。該地的面積和人口皆未知。

## 地理
阿漢奧武奇的座標為32°08′33″N 112°20′36″W / 32.14250°N 112.34333°W，而該地的平均海拔高度為600米（即1968英尺）。